# Harry Wilson
Harry Wilson (Wrexham, Gales, Reino Unido, 22 de marzo de 1997) es un futbolista galés que juega de centrocampista para el Fulham F. C. de la Premier League de Inglaterra.

## Selección nacional
El 15 de octubre de 2013 debutó con la selección absoluta de Gales en un partido de clasificación para el Mundial 2014 ante Bélgica que terminó en empate a uno. De este modo, con 16 años y 207 días, se convirtió en el jugador más joven que había jugado con la selección, superando en 108 días a Gareth Bale.

## Estadísticas

### Clubes
| Club                             | Div.          | Temporada     | Liga  | Liga  | Copas nacionales | Copas nacionales | Copas internacionales | Copas internacionales | Total | Total |
| Club                             | Div.          | Temporada     | Part. | Goles | Part.            | Goles            | Part.                 | Goles                 | Part. | Goles |
| -------------------------------- | ------------- | ------------- | ----- | ----- | ---------------- | ---------------- | --------------------- | --------------------- | ----- | ----- |
| Crewe Alexandra F. C. Inglaterra | 3.ª           | 2015-16       | 7     | 0     | 0                | 0                | ―                     | ―                     | 7     | 0     |
| Crewe Alexandra F. C. Inglaterra | Total club    | Total club    | 7     | 0     | 0                | 0                | 0                     | 0                     | 7     | 0     |
| Liverpool F. C. Inglaterra       | 1.ª           | 2016-17       | 0     | 0     | 1                | 0                | ―                     | ―                     | 1     | 0     |
| Hull City A. F. C. Inglaterra    | 2.ª           | 2017-18       | 13    | 7     | 1                | 0                | ―                     | ―                     | 14    | 7     |
| Hull City A. F. C. Inglaterra    | Total club    | Total club    | 13    | 7     | 1                | 0                | 0                     | 0                     | 14    | 7     |
| Derby County F. C. Inglaterra    | 2.ª           | 2018-19       | 43    | 16    | 6                | 2                | ―                     | ―                     | 49    | 18    |
| Derby County F. C. Inglaterra    | Total club    | Total club    | 43    | 16    | 6                | 2                | 0                     | 0                     | 49    | 18    |
| AFC Bournemouth Inglaterra       | 1.ª           | 2019-20       | 31    | 7     | 4                | 0                | ―                     | ―                     | 35    | 7     |
| AFC Bournemouth Inglaterra       | Total club    | Total club    | 31    | 7     | 4                | 0                | 0                     | 0                     | 35    | 7     |
| Liverpool F. C. Inglaterra       | 1.ª           | 2020-21       | 0     | 0     | 1                | 0                | 0                     | 0                     | 1     | 0     |
| Liverpool F. C. Inglaterra       | Total club    | Total club    | 0     | 0     | 2                | 0                | 0                     | 0                     | 2     | 0     |
| Cardiff City F. C. Gales         | 2.ª           | 2020-21       | 37    | 7     | 1                | 0                | ―                     | ―                     | 38    | 7     |
| Cardiff City F. C. Gales         | Total club    | Total club    | 37    | 7     | 1                | 0                | 0                     | 0                     | 38    | 7     |
| Fulham F. C. Inglaterra          | 2.ª           | 2021-22       | 41    | 10    | 2                | 1                | ―                     | ―                     | 43    | 11    |
| Fulham F. C. Inglaterra          | 1.ª           | 2022-23       | 29    | 2     | 4                | 1                | ―                     | ―                     | 33    | 3     |
| Fulham F. C. Inglaterra          | 1.ª           | 2023-24       | 35    | 4     | 8                | 1                | ―                     | ―                     | 43    | 5     |
| Fulham F. C. Inglaterra          | 1.ª           | 2024-25       | 25    | 6     | 2                | 0                | ―                     | ―                     | 27    | 6     |
| Fulham F. C. Inglaterra          | Total club    | Total club    | 130   | 22    | 16               | 3                | 0                     | 0                     | 146   | 25    |
| Total carrera                    | Total carrera | Total carrera | 261   | 59    | 30               | 5                | 0                     | 0                     | 291   | 64    |

## Palmarés

### Campeonatos nacionales
| Título           | Club         | País       | Año  |
| ---------------- | ------------ | ---------- | ---- |
| EFL Championship | Fulham F. C. | Inglaterra | 2022 |